# Зоряний лис (роман)
Зоряний Лис (англ. The Star Fox) — фантастичний роман американського письменника-фантаста  Пола Андерсона, є об'єднанням трьох повістей, опублікованих в 1965 році журналом « The Magazine of Fantasy and Science Fiction»: «Marque and Reprisal» (рос. каперства і репресалії) (лютий 1965), «Arsenal Port» рос. Порт Арсенал (квітень 1965), і «Admiralty» (рос. Адміралтейство) (червень 1965). У тому ж році опублікований в книжковому варіанті. Роман був номінований на премію Г'юго в  1965. У 1984, 1985, 1995 роман номінувався на премію  «Прометей» в номінації  Hall of Fame Award for Best Classic Libertarian SF Novel  (рос. Нагорода дошки пошани за кращий класичний Лібертаріанський науково-фантастичний роман), в 1995 роман отримав цю нагороду.

## Опис сюжету
- Частина 1: Гуннар Гейм, колишній пілот, а нині глава процвітаючого концерну «Геймдаль Моторс», зустрічає в нетрях Сан-Франциско менестреля Андре Вадажа, який розповідає йому про своє втечу з планети Нова Європа, окупованій міжзоряною расою Алерону. Алерону стверджують, що при випадковій сутичці їх ескадри з патрульним кораблем Нової Європи відбувся ядерний вибух в атмосфері планети і загибель усього населення континенту, вцілілі були врятовані Алерону. Вадаж намагався довести що насправді відбулося цілеспрямоване вторгнення Алерону, які завдали ядерного удару по місту Сюр д'Івонн і евакуювали його жителів. Решта жителів континенту бігли в гори і розпочали партизанську війну. Гейм жадає допомогти жителям Нової Європи, так як у нього був роман з дівчиною на Новій Європі, коли він лікувався там від поранення. Крім того, він воював з Алерону, добре знає їх вдачу і усвідомлює небезпеку яку вони представляють для людства. Він використовує свій політичний вплив, щоб домогтися перевірки заяв Алерону, але більшість політиків висловлюються за мирні переговори. Гейм зустрічається з лідером делегації Алерону адміралом Сінбі рю Тареном, який негласно підтверджує версію Вадажа. Потім Гейм зустрічається з прем'єр-міністром Франції Мішелем Кокеленом. Міністр жадає допомогти французам, що заселили Нову Європу, але у нього зв'язані руки. Гейм просить його видати каперське свідоцтво, він планує завдати ударів по лініях постачання Алерону. Він купує зореліт, але прихильники партії миру викрадають його дочку. Тоді він викрадає Сінбі і виробляє своєрідний розмін. На Асамблеї Кокель його притискають до стінки, він змушений розкрити свої карти, Гейм ледь встигає втекти за межі Сонячної системи. Тепер йому доводиться самому стати капітаном зорельота, який він назвав «Зоряний Лис».

- Частина 2: Згідно з планом, Гейм прибуває на планету Сторно де місцеві жителі озброюють його корабель ядерною зброєю. Приземляється інший земний корабель «Пошук», серед вчених на його борту Гейм зустрічає свою стару коханку Джосселін. Він з товаришами і двома з «Пошуку» — Джосселін і Віктор Брегдон — відправляються з візитом в Гніздо Сторно. Несподівано Віктор і Джосселін скидають маску: вони агенти партії миру. Брегдон захоплює і підриває флаєр, імітуючи загальну загибель, він чекає прибуття вірних людей з «Пошуку». Однак Гейм і його люди роззброюють пацифістів і відправляються з ними в довгий, небезпечний піший похід до Гнізда. Герої терплять позбавлення і небезпеки на негостинної планеті, мало не гинучи в ожилому лісі. За ними ув'язується автоматична машина-вбивця, Брегдон жертвує собою, щоб засліпити її сенсори. При переході через долину гейзерів Джосселін пошкоджує ногу, але Гейм вдається привернути увагу пролітаючого повз зграї Сторно. Сторно рятують землян.

- Частина 3: Гейм приступає до каперства, захоплюючи вантажні кораблі Алерону. На одному з кораблів він знаходить партію людей з Нової Європи. Вони обмінюються невтішними новинами — земні сили так і не перейшли до активних дій, а Алерону, утримують плантації з земними рослинами і вітамінні заводи, чекають, коли цинга змусить партизан здатися. Самі вони розгортають систему планетарної оборони. Партизани не можуть нічого протиставити знаряддям космічного крейсера Алерону. Гейм вирішує вивезти жінок і дітей на Землю, для цього він садить на поверхню планети захоплену вантажівку. Він вирішує провести переговори з Алерону, видаючи себе за одного з партизанів. Однак в переговорах бере участь Сінбі, який дізнається і тут же заарештовує Гейм і Вадажа. Сінбі викликає два своїх корабля і розкриває наміри Алерону: вони побоюються, що люди занадто швидко розвиваються і поширюються по космосу, у людей нестримні мрії, на відміну від Алерону, головна мета яких полягає в підтримці сталості: "Вас потрібно відкинути назад до ваших планет, а може бути, і до ваших печер і до вашого бруду ". Гейму вдається втекти, він піднімає вантажівку і раптовим тараном розбиває підійшовшого корабля Алерону, в той час як «Лис» ударом із засідки знищує інший. Так як на Новій Європі залишився тільки один корабель Алерону, Гейм вирішує ризикнути і зустрічається з ним у відкритому бою. Жителі планети завершують роботу Алерону по створенню системи планетарної оборони, Космофлот завдає вирішального удару по флоту Алерону. Світ досягнутий, Гейм і Вадаж залишаються на Новій Європі, яка залишає Земну федерацію.

## Гіперпосилання
- Роман в базі isfdb [Архівовано 17 жовтня 2012 у Wayback Machine.]
- Роман в базі fantasticfiction [Архівовано 19 квітня 2012 у WebCite]